# 山田電機

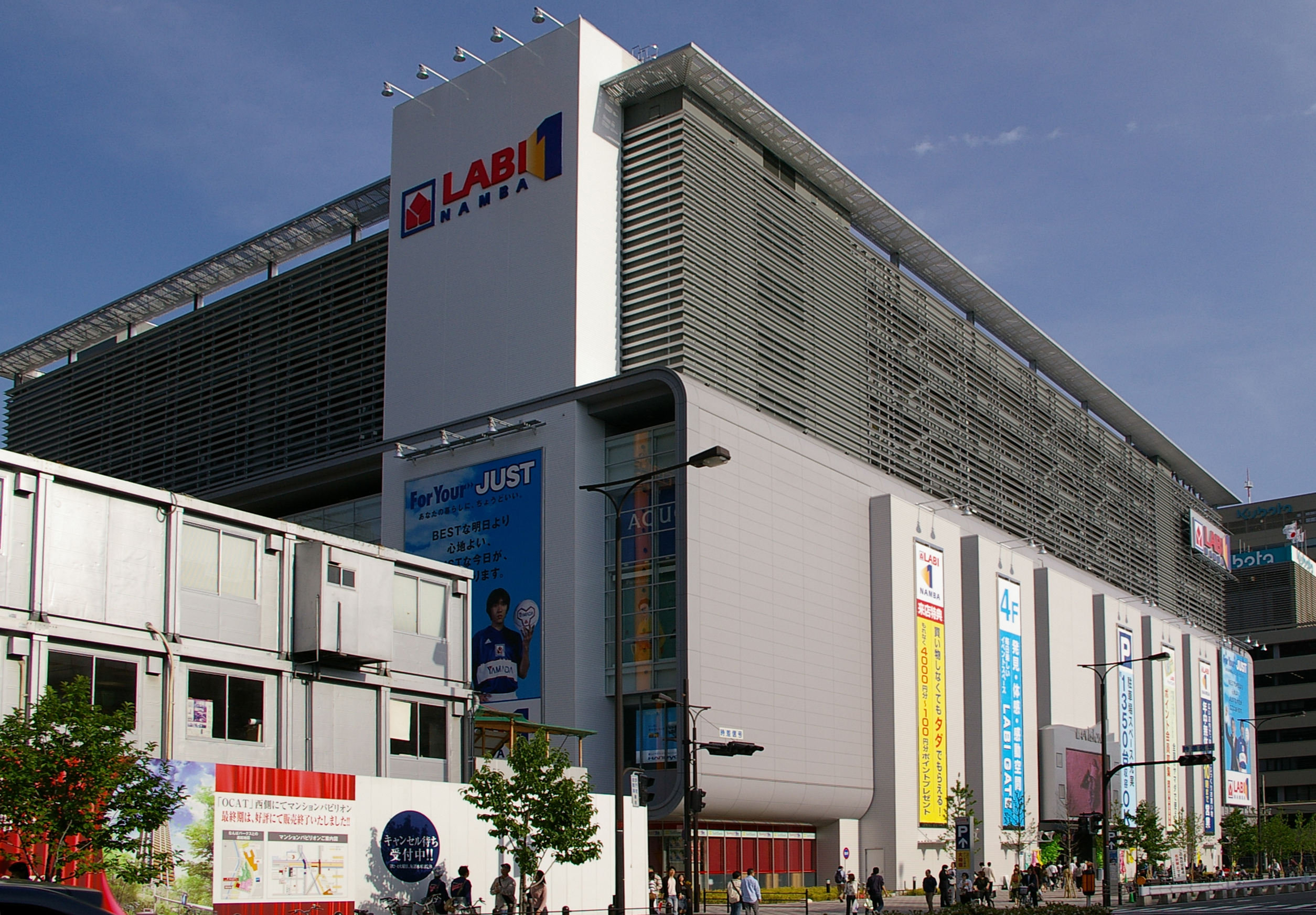
開設於大阪市浪速區的LABI1難波店。LABI1是山田電機集團在日本各大城市所開設的市區大型連鎖電器賣場品牌，而難波店則是最早設立的LABI1分店。

山田電機（日语：株式会社ヤマダ電機）是日本規模最大的連鎖家庭電器零售商，除山田電機外，亦以「Tecc.Land」（テックランド）、「Tecc.site」（テックサイト）與「LABI」（ラビ）等商標名開設連鎖店。近年亦進軍中國大陸家電零售市場。

## 歷史
1973年，宮崎縣出身的山田昇離開JVC，於群馬縣前橋市創業開設了個人經營的國際牌商店（National Shop）——「山田電化中心」（ヤマダ電化センター），成為山田電機的前身。1983年成立株式會社山田電機。1987年5月21日與日本電線工業株式會社合併，並以株式會社山田電機為公司名稱。
山田電機早期是以群馬縣為根據地的郊外型家電量販店起家。2004年6月，開始試驗開設都市型店舗，於廣島市中心開設廣島中央本店。2006年於大阪市浪速區開設「LABI1 難波」店，自此以「LABI」品牌，於日本全國各地開設站前型量販店。
近年山田電機開始進軍中國大陸家電零售市場，2010年底於中國瀋陽市開設首家分店，2011年6月則於天津市開設分店，2012年3月則於南京市開設分店。然而因為中國線下家電零售業整體崩盤，再加上供應鏈、物流問題與暴漲的地價，南京店、天津店相繼關閉，僅剩的瀋陽店也於2020年6月30日關閉，標誌著山田電機退出中國市場。

## 資料來源
1. ↑  .   [2011-09-15]. （原始内容存档于2007-02-23）.
2. ↑  「中華人民共和国 天津市」への出店予定に関するお知らせ （页面存档备份，存于） 山田電機，2010年7月29日
3. ↑  . js.people.com.cn.   [2018-02-24]. （原始内容存档于2018-02-25）.
4. ↑  .   [2018-09-10]. （原始内容存档于2018-09-10）.

## 外部連結
- （日語）官方网站
- （日語） Digital 21
- （日語） Tecc-Net (山田電機屬下互聯網供應商)